# Pujato
Pujato  (Colonia Clodo, Colonia Clodomira)  es una localidad del Departamento San Lorenzo, Provincia de Santa Fe, Argentina. Dista 200 km de Santa Fe, 40 km de Rosario y 13 km de Casilda.
Se ubica a la vera de la Ruta Nacional 33.

## Pujatenses destacados
De esta localidad es natural el imaginario heterónimo de Jorge Luis Borges, Honorio Bustos Domecq, autor del libro de relatos policiales Seis problemas para don Isidro Parodi.
Otro de los ilustres ciudadanos de esta localidad es el exfutbolista y actual director técnico, Lionel Scaloni, campeón con la Selección Argentina de la Copa América 2021, la Copa Mundial de Fútbol de 2022 y la Copa América 2024.

## Barrios
- Barrio Las Flores
- Barrio Los Mochos
- Barrio Las Ranas
- Barrio Norte